# Micanitropis
Micanitropis is een geslacht van wantsen uit de familie van de Miridae (Blindwantsen). Het geslacht werd voor het eerst wetenschappelijk beschreven door Namyatova & Cassis in 2021.

## Soorten
Het genus is monotypisch en bevat alleen de volgende soort:

- Micanitropis seisia Namyatova & Cassis, 2021